# Dawn of the Dead
Dawn of the Dead (titulada Zombi en España, El amanecer de los muertos en Argentina y Venezuela y El amanecer de los muertos vivientes en México) es una película de terror de 1978 dirigida por George A. Romero. Es la continuación de la historia narrada en La noche de los muertos vivientes (George A. Romero, 1968) aunque no se emplea ningún personaje o trama que aparezca en la primera película. Su elenco principal está formado por David Emge, Ken Foree, Scott Reiniger y Gaylen Ross. La historia, escrita por Romero en colaboración con el cineasta italiano Dario Argento, muestra a un grupo de supervivientes que, una vez que el apocalipsis zombi se ha extendido a gran escala por los Estados Unidos, encuentran refugio en un centro comercial como alternativa para sobrevivir mientras la sociedad se desmorona violentamente.

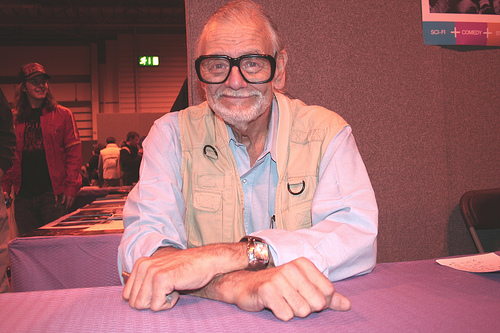
George A. Romero, director de Dawn of the Dead, durante una convención dedicada al género de terror.

El rodaje duró aproximadamente cuatro meses, entre finales de 1977 y principios de 1978, y las localizaciones transcurren en las ciudades de Pittsburgh y Monroeville en el estado de Pensilvania. Con un presupuesto aproximado de 1,5 millones de dólares la cinta recaudó un total de 55 millones a lo largo del mundo. A pesar de la violencia y el gore presente en sus escenas, la película refleja una sátira social, principalmente contra el consumismo y el egoísmo personal, y ha obtenido críticas positivas.
Tal como ocurrió con La noche de los muertos vivientes, Dawn of the Dead tiene una segunda versión, dirigida por Zack Snyder, con los elementos centrales de la película que se trata en este artículo. Fue estrenada en Estados Unidos el 10 de marzo de 2004. Sus protagonistas son Sarah Polley, Ving Rhames y Jake Weber y cuenta con algunos cameos de los miembros originales del equipo Ken Foree, Scott Reiniger y Tom Savini.

## Argumento
Después del escenario establecido en La noche de los muertos vivientes la película transcurre en los Estados Unidos devastados por una plaga de muertos vivientes guiados por un deseo de comer carne de seres humanos vivos. A pesar de los esfuerzos de las autoridades locales y del gobierno federal millones de personas han sido asesinadas por los zombis, convirtiéndose ellos mismos en nuevos zombis. Como resultado la sociedad ha colapsado y los supervivientes buscan cualquier refugio que puedan encontrar para salvar su vida. A pesar de la situación, algunas pequeñas comunidades rurales y parte del estamento militar han logrado contener la amenaza zombi en lugares a cielo abierto. Pero las ciudades y las metrópolis han sido arrasadas por el apocalipsis zombi. La trama se centra en cuatro supervivientes de Filadelfia: Francine (Gaylen Ross), una productora de televisión local, y su novio Stephen (David Emge), piloto, y dos miembros del equipo SWAT de Filadelfia Roger (Scott H. Reiniger), amigo de la pareja, y Peter (Ken Foree).
Francine trabaja en el canal de televisión WGON de Philadelphia. El ambiente es de confusión y nerviosismo ante las noticias que se van conociendo ya que son tres semanas desde que comenzaron los disturbios. Posteriormente el equipo SWAT de Roger entra en un edificio de apartamentos para controlar unos disturbios. Ante la evidencia de que se trata de un ataque de zombis, que las autoridades están perdiendo la batalla y que la situación no parece que vaya a mejorar. Roger, que ha trabado amistad con Peter, le sugiere a este abandonar al equipo SWAT y marcharse de Filadelfia a un lugar más seguro.
A lo largo de esa noche los cuatro protagonistas escapan de Filadelfia con el helicóptero robado de la estación de televisión, con la intención de alcanzar la seguridad del yermo canadiense. Por desgracia el helicóptero no tiene suficiente combustible y, después de varios avisos, el grupo aterriza sobre un centro comercial, que deciden convertir en su refugio. Francine revela entonces que está embarazada y, ante la sugerencia de que aborte por parte de Stephen, esta se niega. A pesar de que hay zombis en el interior y en el exterior, el grupo bloquea las grandes puertas de cristal de la entrada con camiones para impedir que nuevos muertos accedan al centro comercial y construyen un falso muro para que no pueda verse la zona donde se encuentran refugiados. Durante esta operación, debido a su carácter impulsivo, Roger es atacado y mordido por un zombi. Tras efectuar un rastreo y una batida para acabar con los muertos vivientes que se encuentran en el interior, Francine, Stephen, Roger y Peter se instalan cómodamente en el centro comercial. Cada uno busca complacer sus deseos materiales visitando las tiendas vacías, comiendo, probándose ropa o divirtiéndose. Pero este momento de esparcimiento dura poco ya que, como consecuencia de la herida que ha recibido, Roger muere y, al revivir convertido en un zombi, es asesinado definitivamente por Peter.
Han pasado algunos meses desde que los supervivientes se atrincheraron. Las transmisiones de emergencia que el gobierno emitía por radio y televisión han cesado, sugiriendo el colapso definitivo del sistema y que una amplia mayoría de la población ya ha sido convertida en zombi. Los muertos se aglomeran en las entradas del centro comercial mientras la sociedad continúa derrumbándose. Cuando la novedad de su utopía materialista se desvanece, los personajes comienzan a darse cuenta de que su refugio se ha convertido en su prisión. Francine, en avanzado estado de embarazo, comienza a planear una escapada del centro comercial y recibe formación para hacer volar el helicóptero en caso de emergencia.
Finalmente su "liberación" viene en la forma de una pandilla de motociclistas nómadas que entra violentamente en el centro comercial, destruyendo las protecciones con que se habían dotado, y permitiendo a millares de criaturas muertas acceder al interior. Durante el pillaje Stephen inicia una batalla a disparos contra los motociclistas intentando proteger la escasa seguridad con que contaban hasta entonces. Y son los zombis quienes ganan la batalla ya que logran alimentarse de muchos motociclistas heridos y del mismo Stephen. Una vez reanimado en zombi, Stephen, aparentemente recordando que en el centro comercial se encuentran vivos Francine y Peter, encabeza una horda de muertos contra ellos dos, las únicas personas vivas. Después de matar a Stephen, Peter se da cuenta de que escapar ya no le sirve, y toma la decisión de quedarse en el centro comercial preparándose para morir mientras ayuda a Francine a que suba al tejado para intentar arrancar el helicóptero. En el último momento, cuando se ve acosado por la horda de zombis, Peter cambia de parecer y logra escapar a la azotea junto a Francine. Ambos se encaminan hacia un futuro incierto volando en un helicóptero escasamente cargado de combustible.

## Reparto

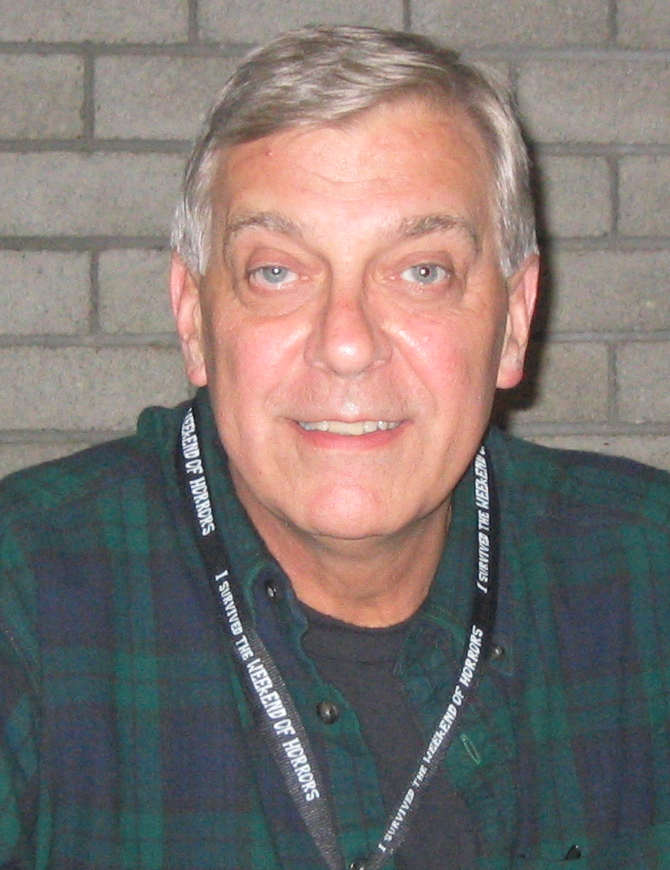
David Emge uno de los protagonistas principales de la película

- David Emge - Stephen "Flyboy" Andrews
- Ken Foree - Peter Washington
- Scott Reiniger - Roger "Trooper" DeMarco
- Gaylen Ross - Francine "Fran" Parker
- David Crawford - Dr. James Foster
- David Early - Sr. Sidney Berman
- Richard France - Dr. Millard Rausch, científico
- Howard Smith - Comentarista de TV
- Daniel Dietrich - Dan Givens
- Fred Baker - Comandante de Policía
- James A. Baffico - Wooley, miembro SWAT
- Rod Stouffer - Rod Tucker, miembro SWAT
- Jese Del Gre - Sacerdote
- Joseph Pilato - Oficial
- Tom Savini - Blade, motorista
- Taso Stavrakis - Sledge, motorista

## Producción

### Preproducción
La historia de Dawn of the Dead comenzó en 1974 cuando George A. Romero fue invitado a conocer el centro comercial Monroeville Mall. Un amigo suyo trabajaba para Oxford Development Company la compañía administradora del edificio. Tras mostrarle algunas zonas su amigo le comentó, en tono de broma, que alguien podría sobrevivir a algún desastre refugiándose en el centro comercial. Tras este episodio Romero encontró la inspiración para comenzar a escribir el guion.
Al principio Romero y el productor Richard P. Rubinstein no pudieron encontrar inversores ni financiación para el proyecto. De forma casual el director italiano Dario Argento conoció la situación y decidió ayudarlos, reuniéndose con Romero y Rubinstein, comprometiéndose a financiar la película a cambio de los derechos de distribución internacional. Durante estas reuniones, algunas de las cuales se celebraron en Roma a instancias de Argento, se definieron algunos elementos de la trama y la historia a desarrollar. Romero consiguió el permiso de los propietarios del centro comercial de Monroeville, así como el de un número significativo de tiendas que alquilaban sus espacios, para hacer del centro comercial el lugar principal de filmación. También se logró involucrar en la financiación de la película a los dueños del centro comercial.

### Rodaje

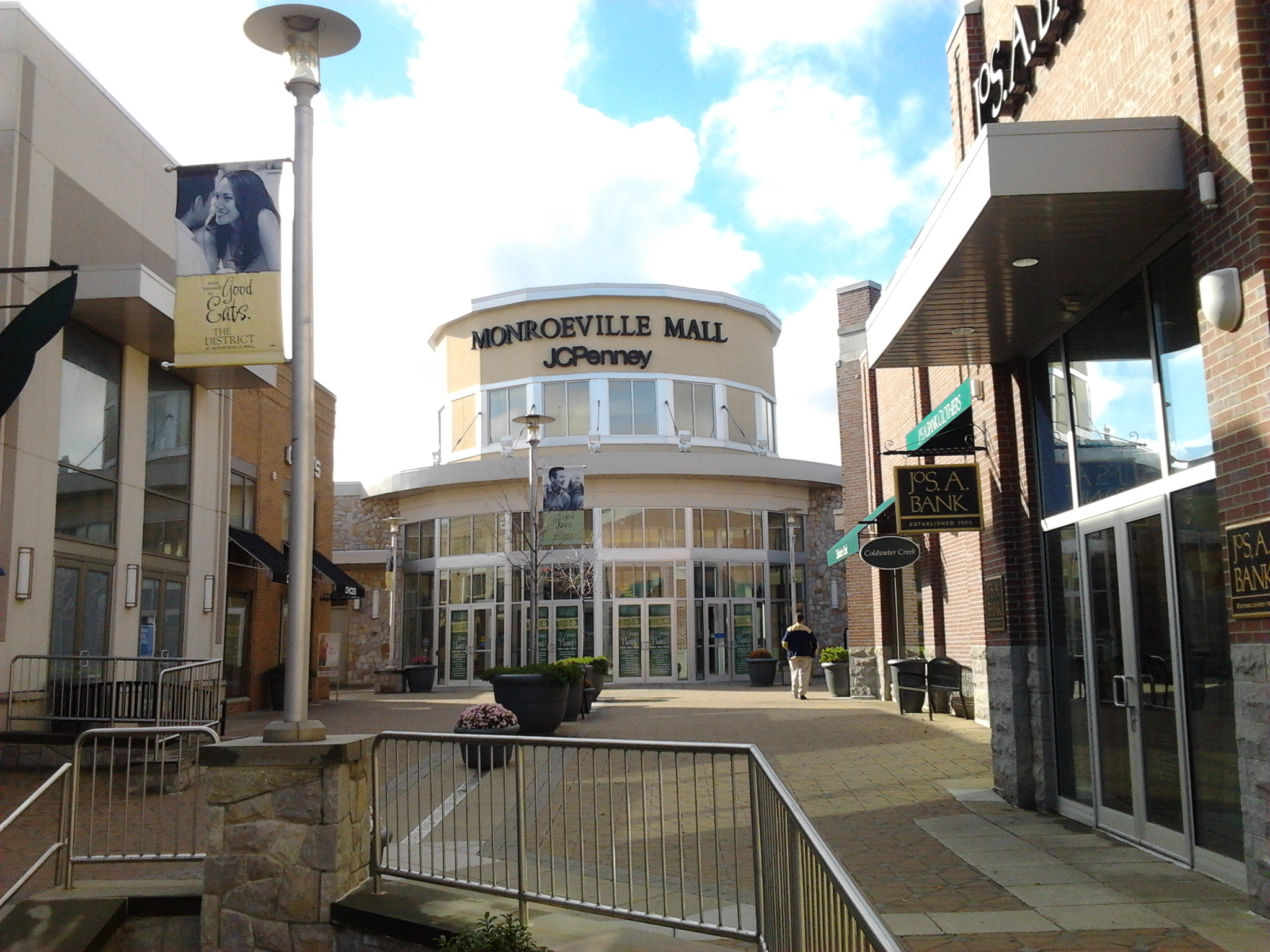
Entrada del Monroeville Mall, utilizado como el centro comercial que aparece en la película.

El rodaje de la cinta comenzó el 13 de noviembre de 1977 en el centro comercial Monroeville Mall. El rodaje se efectuaba de noche, una vez que las tiendas del centro comercial finalizaban su jornada, terminando las escenas durante la madrugadas antes de que abrieran al día siguiente. El rodaje fue interrumpido en diciembre debido a las decoración con motivos navideños que se instaló en el centro comercial y ante la dificultad de retirarlas todos los días antes de filmar. Durante este periodo Romero comenzó a editar algunas de las escenas. La filmación se reanudó en enero de 1978. Las escenas aéreas de la película fueron filmadas en el Harold W. Brown Memorial Field, un aeropuerto de Monroeville ubicado cerca del centro comercial. Las escenas que mostraban el escondite de los protagonistas en el centro comercial fueron filmadas en un plató creado por la compañía The Latent Image.

### Final alternativo
El ambiguo final de la película no era lo que Romero había planeado originalmente. Según el guion, Peter se pegaría un tiro en la cabeza en lugar de escapar. Francine, por su parte, se suicidaría exponiendo su cabeza a las hélices del rotor del helicóptero. Los créditos se rodarían frente a la toma de las hélices del helicóptero, hasta el final de los créditos, cuando su motor dejaría de funcionar, lo que supondría que Francine y Peter, aunque hubieran intentado escapar, no habrían tenido suficiente combustible para poder hacerlo. Este final fue descartado para mostrar el que permanece en la película.

### Efectos especiales
El maquillaje y los efectos especiales de la película estuvieron a cargo de Tom Savini, quien no había podido trabajar en la cinta La noche de los muertos vivientes de 1968 debido a que participaba como fotógrafo en la Guerra de Vietnam. Su experiencia en la guerra fue una influencia decisiva para poder crear los efectos especiales para películas de terror. Savini trabajó con un equipo de ocho personas quienes le ayudaron a maquillar a los cerca de doscientos extras que aparecen en la película. Uno de sus asistentes, Joseph Pilato, participó posteriormente en la película Day of the dead. El maquillaje de los extras de la película consistió en una base simple de color azul grisáceo. Para el caso de los zombis con más presencia en pantalla, o planos más cercanos, el maquillaje fue más elaborado.
Una réplica de la cabeza de Gaylen Ross, que iba a ser usada en el final original de la película, terminó siendo utilizada en una de las escenas del edificio de apartamentos. La cabeza fue llenada con restos de comida, y su explosión se logró disparándole con una escopeta. La sangre falsa utilizada en la cinta fue creada por la compañía 3M.

### Doble versión

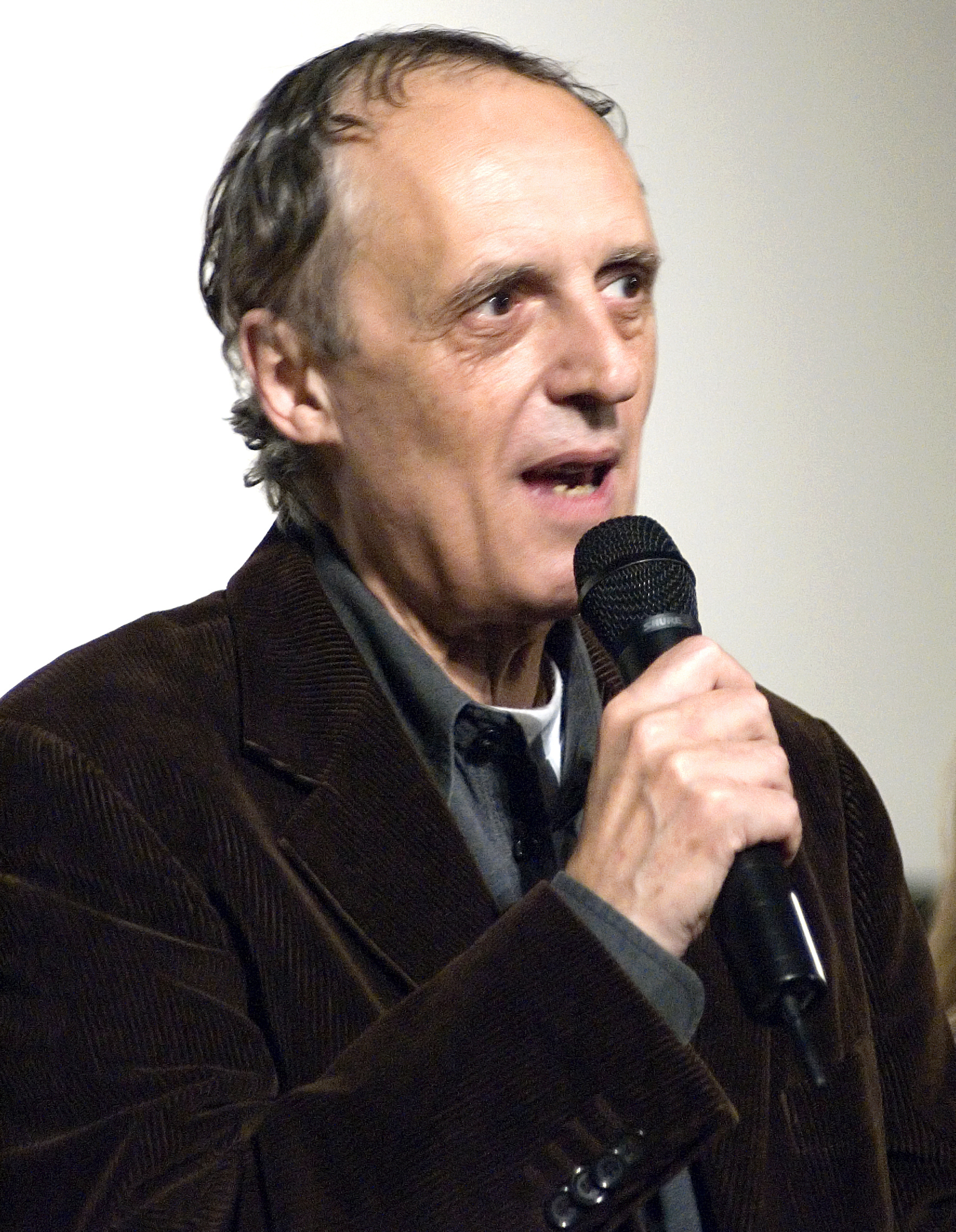
El cineasta italiano Dario Argento fue responsable de la versión para el mercado internacional de la película.

Dawn of the Dead es una película que cuenta con dos versiones: la correspondiente al montaje realizado por Romero dirigido al mercado anglosajón y la versión internacional realizada por Dario Argento para los países de habla no inglesa. Por ello la película ha sido frecuentemente retocada y reeditada en la versión internacional, además de sufrir la censura de algunas escenas en algunos países.
La versión de Romero tiene una duración de 139 minutos (habitualmente denominada "Versión extendida" o "Montaje del Director") y fue presentada en el Festival de Cine de Cannes de 1978. Para su estreno en las salas de cine de Estados Unidos se presentó una versión reducida de 127 minutos. Con la intención de evitar que fuera calificada como una película X, debido a su violencia gráfica, los productores y el director decidieron no otorgarle ninguna calificación para mejorar su vida comercial.
La versión supervisada por Dario Argento tiene una duración de 119 minutos y contiene algunos cambios significativos, como la utilización de más música incidental a cargo de Goblin, la eliminación de algunas escenas explicativas y un montaje más rápido que el presentado por Romero. 

## Estreno
Estrenada el 2 de septiembre de 1978 en Italia, y el 20 de abril de 1979 en Estados Unidos, Dawn of the Dead ha sido objeto de reediciones debido principalmente a los derechos de Dario Argento para editar el filme para su estreno en el mercado internacional. La película fue rechazada para su clasificación en Australia dos veces: en 1978 para su estreno en cines, y posteriormente en 1979. Las versiones presentadas al Australian Classification Board fueron las de Argento y Romero, respectivamente. La cinta fue finalmente aceptada en aquel país en febrero de 1980, con una clasificación para mayores de 18 años.
En los afiches de la película se agregó la frase "la experiencia cinematográfica más espeluznante de todos los tiempos" ("the most intensely shocking motion picture experience for all times"). El título de la película fue traducido en España como Zombi: El Regreso de los Muertos Vivientes, en Argentina como El amanecer de los muertos y en México como El amanecer de los muertos vivientes.

## Recepción
Dawn of the Dead recaudó durante su estreno más de 5 millones de dólares en Estados Unidos y un total de 55 millones a lo largo del mundo. Estas cifras hacen de ella la película de la saga de zombis dirigida por Romero más exitosa en términos comerciales.
También obtuvo una buena respuesta por parte de la crítica cinematográfica. En el sitio web Rotten Tomatoes posee un 94% de comentarios "frescos", basado en un total de 36 críticas, y Filmsite.org la incluyó entre las mejores películas de 1978. Roger Ebert del periódico Chicago Sun-Times se refirió a ella como "una de las mejores películas de terror jamás hechas", y destacó la sátira que hace de la sociedad estadounidense. Steve Biodrowski de la revista Cinefantastique la comparó con la cinta La noche de los muertos vivientes (1968), agregando que en la película de 1978 "las actuaciones son uniformemente poderosas; y el guion desarrolla sus temas de manera más explícita, con evidentes golpes satíricos a la sociedad moderna de consumo". Elogió además la forma en que Romero utilizó el gore como "una forma de arte".
Los detractores de la cinta han criticado principalmente su violencia gráfica. Janet Maslin de The New York Times escribió que solo pudo resistir los primeros quince minutos del filme antes de salir de la sala. La revista Variety criticó el guion, describiéndolo como banal e incoherente.
En 2005, la revista británica Total Film la ubicó en el cuarto puesto de las 50 mejores películas de terror de la historia. Por su parte, la Chicago Film Critics Association la ubicó en el puesto número 9 de las películas más terroríficas de la historia. En 2008, la revista Empire llevó a cabo una encuesta entre lectores y críticos de cine para seleccionar las 500 mejores películas de todos los tiempos y Dawn of the Dead fue ubicada en el puesto 415. Dos años más tarde, la revista Wired la incluyó entre las 25 mejores películas de terror de todos los tiempos.